# Családi Regénytár
A Családi Regénytár 20. század eleji katolikus szellemű magyar szépirodalmi könyvsorozat.

## Jellemzői
A könyvsorozat 1900 és 1917 közt jelent meg a Szent István Társulat gondozásában Budapesten Kaposy József kezdeményezésére. Egy könyvismertetésben kiemelik, hogy a sorozat célja a katolikus közönség régi vágyának teljesítése a vállalkozással, amely „a maga nemében egyedül álló hazai irodalmunkban.” A sorozatban megjelenő regények és elbeszélések a „legjelesebb” külföldi és magyar szerzők művei közül kerültek kiválogatásra, ugyanakkor mindenhol elvárás volt a valódi művészi–szépirodalmi teljesítmény, és – feltehetően a kortárs szórakoztató regények hiányaira célozva – a „tiszta erkölcsi légkör”. Kiemelték, „égető szükség van arra, hogy a katholikusoknak oly szórakoztató olvasmányaik legyenek, amelyek sem hitüket, sem erkölcseiket nem sértik; amelyek szellemüket gyönyörködtetik, de harmóniában is vannak katholikus világnézetükkel és erkölcsi fölfogásukkal.” Az egyes köteteket 10 íves terjedelemben, angol-vászonkötésben bocsátották az érdeklődök elé, árukat 1 koronában (azaz megfizethető módon) szabták meg. A köteteket a Szent István Társulat könyvkiadóvállalatában (Budapest, VIII. kerület, Szentkirály u. 28.), illetve „minden fővárosi és vidéki könyvkereskedésben” lehetett megrendelni.  
Célközönsége egyben a katolikus elemi- és középiskolák tanulói voltak.[forrás?]

## Borítója
A sorozat kötetei egyszerű, zöld színű borítóval jelentek meg, amelynek alsó és felső részén 4-4, illetve jobb és bal oldali részén 2-2 vékony egyenesen vonallal körülvett mezőkben fentről lefelé a sorozatcím, a műcím, a szerző neve, illetve a kiadó neve szerepelt halványsárga színű betűkkel szedve. Létezett hasonló elrendezésű világoskék borítós, piros betűs változat is, illetve világosbarna alapszínű, rajta sötétebb barna stilizált szecessziós növénymotívumos is.

## Kötetei
- 1–2. Montal Mária. Germanie eszménye. Regény két kötetben. Fordította Szentannai. (167, 174 l.)
- 3. Cyprián. Útak az életben. Elbeszélések. (162 l.)
- 4. Lamiraudie, C. de. Filemon ezredes. Elbeszélés. Foridottta A. Vilma.(150 l.)
- 5–6. Eszter. Eredeti irányregény két kötetben. Irta X ... grófnő. (165, 169 l.)
- 7–8. Craven Ágostonné. Éliane. Regény. Franciából fordította Rada István. (223, 271 l.)
- 9. Kincs István. Rajzok a kuruc világból. (161 l.)
- 10–12. Filó Károly. A vértanú szelleme. Történeti regény a Dioklecián-féle keresztényüldözés korából. 3 kötet. (142, 148, 116 l.) 1901.
- 13. G. Büttner Julia. Ugy mint volt. Elbeszélések. (153 l.) 1901.
- 14. Boul M. A Mária kép. elbeszélés. Fordította Sziklay János. (167 l.) 1901.
- 15. Andor József. (Cyprian.) Anyaföldön. Elbeszélések. (165 l.) 1901.
- 16–17. Coloma, Don Luis –, elbeszélései. Spanyol eredetiből fordította Jándi Bernardin. 2 kötet. (179, 131 l.) 1901.
- 18. Csapodi Istvánné. A kék ruhás asszony. (Egy fiatal leány életéből.) – Tinseau Leon. Psyche lámpája. Elbeszélés. Fordította A. V. (181 l.) 1902.
- 19. Franko Iván, dr. Hricz és az úrfi. Elbeszélés az 1846–1848. zivataros évekből. Fordította Zsatkovics Kálmán. (137 l.) 1902.
- 20–23.  Kincs István. A leánymamák fia. Vig regény 4 kötetben. (173, 147, 185, 144 l.) 1902.
- 24–25.  Mairet Jeanne. A hiábavaló gazdagság. Regény 2 köt. Francia eredetiből fordította dr. Rada István. (154, 171 l.) 1902.
- 26.  Vértesy Gyula. Falusi történtek. Elbeszélések. (147 l.) 1902.
- 27. Az ezer tó országából. Finn elbeszélések. Finn eredetiből fordította Bán Aladár. (160 l.) 1902.
- 28–29.  Tarczai György. Budai históriák. 2 kötet. (159, 157 l.) 1902.
- 30. Neumeyer K. Dezső. A karassó mellől. Elbeszélések. (155 l.) 1902.
- 31–32.  Andor József. Két világ között. Regény 2 kötetben. (155, 131 l.) 1902.
- 33–34.  Tarczai György. Masolino. Regény Zsigmond király korából. 2 kötet. (149, 147 l.) 1902.
- 35–36. Castelnuovo Enrico. Küzdelmek. Olasz regény 2 kötetben. Fordította M. Hrabovszky Julia. (174, 181 l.) 1904.
- 37. G. Büttner Julia. A méltóságos asszony emberei. (159 l.) 1904.
- 38–39. Harland Henry. Sampauls grófnő. angol eredetiből fordította G. M. 2 kötet. (151, 135 l.) 1904.
- 40.  Tarczai György. A zengő hegy. Bükkvidéki históriák. (140 l.) 1904.
- 41–43. Báró Brackel Ferdinande. A műlovas leánya. Regény 3 kötetben. Fordította dr. Rada István. 2. kiadás. (154, 154, 152 l.) 1905.
- 44.  Kiss Menyhért. Az arany pók és egyéb elbeszélések. (155 l.) 1905.
- 45. M. Hrabovszky Julia. Női szívek. Elbeszélések. (144 l.) 1905.
- 46. Tarczai György. Az egetverő hegy. Elbeszélések a Tátra vidékéről. (148 l.) 1906.
- 47. Lamirandie C. Geneviève megtérése. Elbeszélés. fordította A. V. (169 l.) 1906.
- 48.  Coloma D. Luis. Spanyol képek. Fordította Jándi Bernandin. (222 l.) 1906.
- 50. Andor József. Újabb elbeszélések. (235 l.) 1907.
- 51–52. Dickens Károly. Kis Dorrit. Átdolgozta Filó Károly. 2 kötet. (151, 143 l.) 1908.
- 53–54. Coloma P. Luis. A vértanú királynő. Fordította Gergely Rózsa Jolán. 2 kötet. (139, 154 l.) 1909.
- 55. Andor József. Ijjas Tamás végzete. Regény. (140 l.) 1909.
- 56. Champol. Alexandrina nővér. Fordította Hodács Ágost. (189 l.) 1909.
- 57–58.  Sziklay János. Az irgalmasság Golgotája. Történeti regény. 2 kötetben. – Sziklay János. Szegény élt, gazdag lélek. Elbeszélés. (145, 85, 58 l.) 1910.
- 59. Vitis, Charles de –. A doktorkisasszony. Francia eredetiből fordította Rada István. (145 l.) 1910.
- 60–61. Sheehan Patrick Ágost. Az üldözöttek. Irországi regény. 2 kötetben. Fordította –Y –E. (151, 152 l.) 1910.
- 62. Vautel Clément: Az álomkép. Regény. Francia eredetiből ford. Kertész Kálmán. 154 l.
- 63–64. Coloma P. Luis: Boy. F'ord.: Gerely Jolán. 1–2. köt. 132 +130 l.
- 65–68. Wiseman Miklós: Fabiola, vagy a katakombák egyháza. Új magyar kiadás. Angol eredeti után a Szent István-Társulat megbízásából ford.: Haudek Ágoston. Steinle Ede lovag által rajzolt képekkel. 2. kiad. 4 köt.
- 69. Csapodiné Allaga Vilma: Almavirág. Regény. Boldogasszony kis katonája. Elbeszélés. 103, 15 l.
- 70. Orbán Dezső: A gyöngysoros Diana. 163 l.
- 71–74. Williamson C. N. és A. M.: Az arany csönd. Regény. Ford.: P. K.–F. E. 4 köt.
- 75–76. Tarczai [György]: Öt novella. 1913. 324 l.
- 77–78. Williamson C. N. és A. M.: Herkules vendége. 1913. 372 l.
- 79. Kertész Kálmán: Fehér turul. 1913. 139 l.
- 80–81. Barklay L. F.: Esti dal. 1914. 352 l.
- 82–83. Handel-Mazzetti Enrica: Játszótársak. 1914. 127, 122 l.
- 84. Vécseyné Jankovich Luiza: Keressük a boldogságot. 1914. 134 l.
- 85–87. Williamson C. N. és A. M.: Az erdők fia.
- 88. Katona E[rnő]: A forradalom. Elbeszélés. 1916. 107 l.
- 90. Harsányi Lajos: A halálfejű pille. 156 l.
- 91–94. Sienkiewicz Henrik: Tűzzel-vassal. 1915. 340, 325 l.
- 95-97. nem jelent meg vagy nem ismert
- 98-100. Sienkiewicz, Henryk: Sivatagban – őserdőben. Ford. Bányai K. 1917.